# Ägyptische Stachelmaus
Die Ägyptische Stachelmaus (Acomys cahirinus) ist ein Säugetier aus der Familie der Langschwanzmäuse. Die Art bewohnt in drei voneinander isolierten (disjunkten) Teilarealen große Teile des nördlichen Afrikas. Sie gilt als ungefährdet.

## Kennzeichen
Die Ägyptische Stachelmaus ist wie alle Arten der Gattung Acomys deutlich größer und schwerer als die Hausmaus. Sie hat wie alle Stachelmäuse auffallend große Ohren und Augen, eine spitz zulaufende Schnauze, einen körperlangen, geschuppten Schwanz und ein aus steifen, stachelartigen Haaren bestehendes Rückenfell. Die Kopf-Rumpf-Länge beträgt 75–138 mm, die Schwanzlänge 85–138 mm, die Länge der Hinterfüße 18–23 mm und die Ohrlänge 18–31 mm. Die Tiere wiegen 21–64 g. Das Fell ist auf der Oberseite im Normalfall hell rötlich braun. Die Unterseite ist scharf abgesetzt weiß, die Ohrbasis, ein schmaler Bereich unter den Augen sowie die Oberseite der Füße sind weiß behaart.
Melanistische Tiere treten zumindest in Ägypten häufig auf, offenbar jedoch fast ausschließlich bei Populationen, die als Kommensalen des Menschen in Häusern oder deren unmittelbarer Umgebung leben.

## Verbreitung und Lebensraum
Die Art bewohnt in drei voneinander isolierten (disjunkten) Teilarealen große Teile des nördlichen Afrikas. Das westliche Teilareal umfasst den Südosten Marokkos, den äußersten Westen Algeriens, die nördliche und mittlere Westsahara sowie den Nordwesten Mauretaniens. Das mittlere Teilareal umfasst ein Gebiet im Südosten Algeriens. Das östliche und größte Teilareal umfasst fast ganz Libyen, Ägypten bis auf den Ostteil der Sinai-Halbinsel sowie den Norden des Sudan und reicht dann über Eritrea, Dschibuti und das nördliche Äthiopien bis in den Norden Somalias. Die südliche Verbreitungsgrenze im Sudan und in Äthiopien ist bisher nicht genau bekannt.
Die Art ist überwiegend an aride, felsige Gebiete gebunden und bewohnt felsige Hänge, Felswände und Wadis von Meereshöhe bis 1800 m, in der Sahelzone auch spärlich mit niedrigen Büschen bewachsene Kiesebenen. Vor allem in Ägypten leben viele Populationen jedoch auch kommensalisch in Gebäuden und in deren Umgebung in Gärten, Dattelhainen sowie in alten Grab- und Tempelanlagen.

## Lebensweise
Ägyptische Stachelmäuse sind am Tage und vor allem morgens und abends aktiv. Sie klettern sehr gut. Die Bauten werden in Felsspalten oder in einfachen Gängen im Boden angelegt. Die Tiere sind Allesfresser und ernähren sich von Blättern, Sämereien und Früchten, aber auch von Schnecken, Insekten oder Skorpionen.
Forscher berichteten 2016 davon, sie hätten entdeckt, dass ägyptische Stachelmäuse menstruieren würden. Sie wären damit eine von wenigen Tierarten, bei denen Menstruation gefunden wurde, bisher nur bei einigen Primaten- und Fledermausarten und der Familie der Rüsselspringer.

## Bestand und Gefährdung
Die Ägyptische Stachelmaus ist weit verbreitet, sehr anpassungsfähig und lokal häufig, Hinweise auf Bestandsrückgänge gibt es nicht. Die IUCN stuft die Art daher als  (=least concern – nicht gefährdet) ein.